# 圣米歇尔德代兹
圣米歇尔德代兹（法語：Saint-Michel-de-Dèze，法語發音：[sɛ̃ miʃɛl də dɛz]）是法国洛泽尔省的一个市镇，属于弗洛拉克区。

## 地理
圣米歇尔德代兹（44°15'0"N, 3°53'47"E）面积14.19 平方千米，位于法国奧克西塔尼大區洛泽尔省，该省份为法国南部内陆省份，北起上盧瓦爾省和康塔爾省，西接阿韦龙省，南至加尔省，东临阿尔代什省。
与圣米歇尔德代兹接壤的市镇（或旧市镇、城区）包括：勒科莱德代兹、圣马丹德布博、圣日耳曼-德卡尔贝特、圣伊莱尔德拉维、圣普里瓦德瓦隆格。

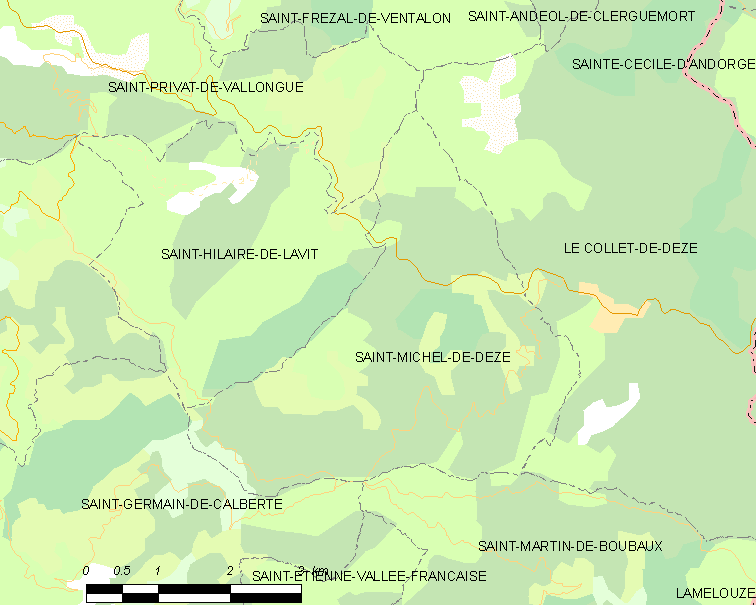
圣米歇尔德代兹的OSM定位图

圣米歇尔德代兹的时区为UTC+01:00、UTC+02:00（夏令时）。

## 行政
圣米歇尔德代兹的邮政编码为48160，INSEE市镇编码为48173。

## 政治
圣米歇尔德代兹所属的省级选区为勒科莱德代兹县。

## 人口

1962-2008年间圣米歇尔德代兹人口变化图示

圣米歇尔德代兹于2022年1月1日时的人口数量为227人。